# Эрас Наварро, Бартоломе Мария де лас

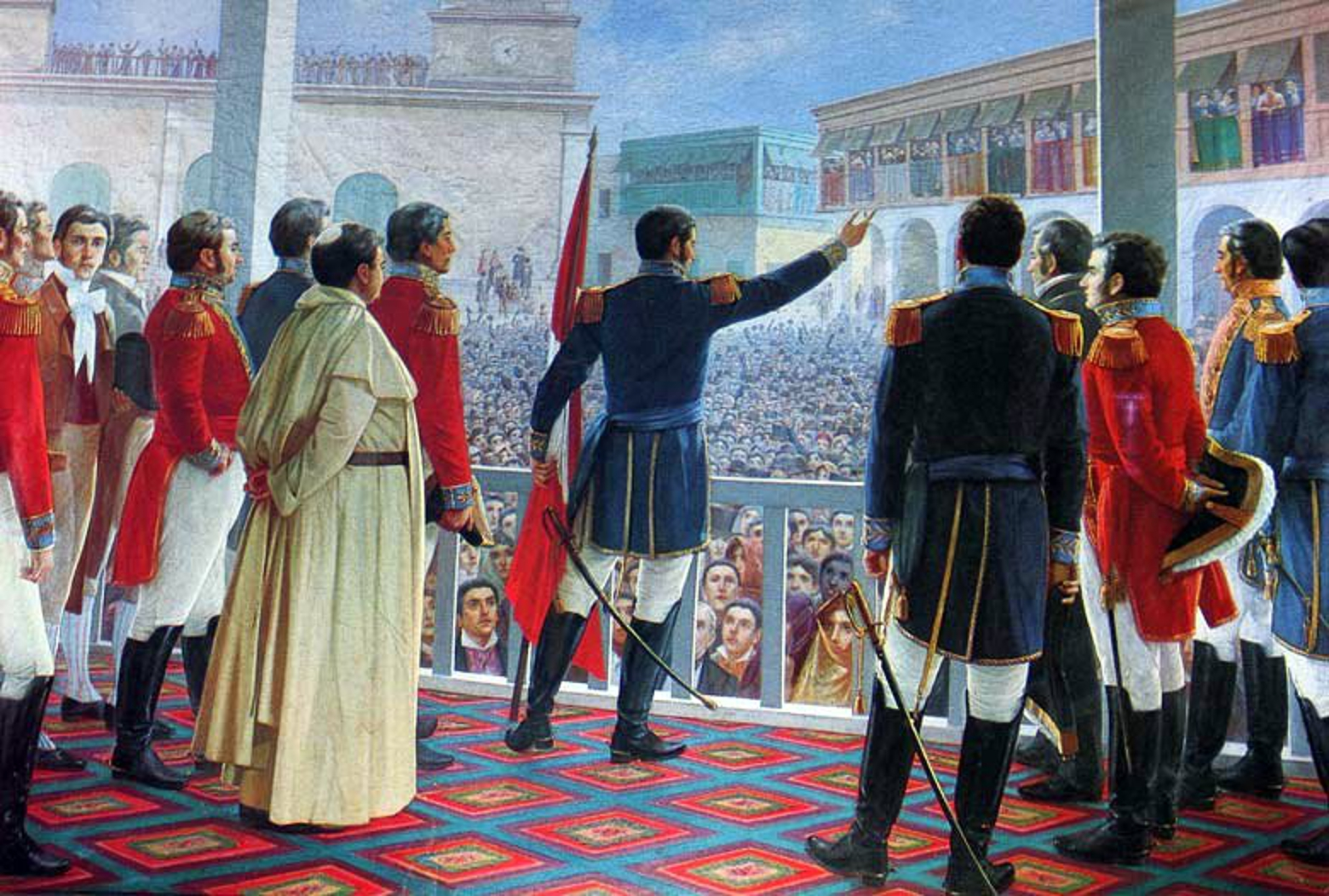
Во время провозглашения Декларации о независимости Перу

Бартоломе́ Мари́я де лас Э́рас Нава́рро (исп. Bartolomé María de las Heras Navarro; 25 апреля 1743, Кармона, Андалусия — 6 июля 1823, Мадрид) — католический прелат, епископ Куско с 14 декабря 1789 года по 31 марта 1806 год, архиепископ Лимы с 31 марта 1806 года по 6 июля 1823 год, примас Перу с 1806 года.

## Биография
Бартоломе Мария де лас Эрас Наварро родился 25 апреля 1743 года в городе Кармона, Испания. Обучался в университете Толедо, по окончании которого получил научную степень доктора канонического права, после чего преподавал в учебном заведении иезуитов в Севилье. Через некоторое время переехал в Мадрид, где служил судьёй и был викарием в испанской армии.
В 1787 году Бартоломе Мария де лас Эрас Наварро был отправлен в Южную Америку, где был назначен деканом Хуаманаги. После конфликта с епископом Хосе Антонио Мартинес-де-Альдунате был назначен в 1788 году деканом Ла-Паса.
14 декабря 1789 года Римский папа Пий VI назначил Бартоломе Марию де лас Эраса Наварро епископом Куско. 10 октября 1790 года состоялось рукоположение Бартоломе Марии де лас Эраса Наварро в епископа, которое совершил епископ Арекипы Педро Хосе Чавес-де-ла Роса. Во время своего служения Бартоломе Мария де лас Эрас Наврро реформировал семинарию в Куско, основал госпиталь в Сикуани, совершал многочисленные посещения приходов в своей епархии.
31 марта 1806 года Римский папа Пий VI назначил Бартоломе Марию де лас Эраса Наварро архиепископом Лимы и примасом Перу. 18 ноября 1806 в соборе Лимы состоялся торжественный ингресс Бартоломе Марии де лас Эраса Наварро.
Время правления Бартоломе Марии де лас Эрса Наварро совпало с движением за независимость Перу. Под давлением вице-короля Хоакина де ла Песуэли Бартоломе Мария де лас Эрас Наварро передал серебряные священные сосуды для нужд испанской армии. После бегства роялистов и прибытия в июле 1821 года войск Хосе де Сан-Мартина остался на своей кафедре в Лиме.
15 июля 1821 года Бартоломе Мария де лас Эрас Наварро вместе с генералом Хосе де Сан-Мартином подписал Декларацию независимости. Бартоломе Мария де лас Эрас Наварро принял позицию невмешательства и не сотрудничал с новой властью. 28 июля 1821 года возник конфликт между ним и министром Бернардо де Монтеагудо, который давил на архиепископа, чтобы церковь не предоставляла убежище роялистам. Бартоломе Мария де лас Эрас Наварро не подчинился давлению, за что был изгнан из Перу.
5 сентября 1821 года он отправился на корабле в Испанию через Магелланов пролив с остановкой в Рио-де-Жанейро, куда он прибыл в ноябре. Вскоре по прибытии в Испанию он скончался 6 июля 1823 года в Мадриде.